# نیروی پلیس سلطنتی سنت لوسیا
نیروی پلیس سلطنتی سنت لوسیا (به انگلیسی: Royal Saint Lucia Police Force) یک سازمان مسئول برقراری و اجرای قانون در سنت لوسیا است. این تشکیلات در سال ۱۸۳۴ تأسیس شده‌است.